# Conostigmus pulchellus
Conostigmus pulchellus är en stekelart som beskrevs av Whittaker 1930. Conostigmus pulchellus ingår i släktet Conostigmus och familjen trefåresteklar. Inga underarter finns listade i Catalogue of Life.